# Saldi di fine stagione
Saldi di fine stagione, pubblicato nel 1972, è Il secondo album inciso dal cantautore Roberto Vecchioni.

## Descrizione
Il secondo album di Vecchioni viene seguito un po' di più in fase di realizzazione, ed infatti vi sono dei sensibili miglioramenti sia negli arrangiamenti che nel modo di cantare; i musicisti sono gli stessi del primo disco (cioè Tullio De Piscopo, Massimo Luca, Gigi Cappellotto, Sergio Parisini, Franco Cerri), con l'aggiunta di due componenti dei Nuovi Angeli (il gruppo per il quale Vecchioni ha scritto due notevoli successi in quel periodo, "Donna Felicità" e Singapore"), Mauro Paoluzzi e Paki Canzi: questi ultimi due collaboreranno in molti dischi successivi del cantautore e Paoluzzi diventerà anche arrangiatore di molti di essi.
Le tematiche ripetono quelle di Parabola: il doppio è qui rappresentato da "Aiace", dove ritorna la storia antica (già ripercorsa da Vecchioni in "La battaglia di Maratona"), il ricordo e la nostalgia per l'amore di Adriana riaffiora in "Archeologia", mentre "La leggenda di Olaf", ispirata al mito di Ippolito, il figlio di Teseo, si collega con le canzoni di Vecchioni in cui vengono raccontate delle storie (da "Parabola" a "Samarcanda").
"I pazzi sono fuori" riprende una musica che Renato Pareti aveva scritto per un altro testo di Vecchioni, intitolato "Giramondo" ed inciso pochi mesi prima da Leonardo. La già citata "La leggenda di Olaf" era già stata incisa l'anno prima da Michele, e viene reincisa nello stesso anno da Ornella Vanoni. 
Nelle ristampe su cd il brano "La tua assenza" è sostituito da La farfalla Giapponese (5:08, in realtà inciso due anni dopo su 45 giri con altri musicisti).

## Tracce
Lato A
1. Archeologia - 4:25 - Testo e musica di Roberto Vecchioni
2. Aiace - 3:44 - Testo di Roberto Vecchioni; musica di Renato Pareti
3. Per tirare avanti - 3:50 - Testo e musica di Roberto Vecchioni
4. La leggenda di Olaf - 5:04 - Testo di Roberto Vecchioni; musica di Andrea Lo Vecchio

Lato B
1. Fratelli? - 3:59 - Testo e musica di Roberto Vecchioni
2. La farfalla giapponese - 5:10 - Testo e musica di Roberto Vecchioni
3. Ragazzo che parti, ragazzo che vai - 3:58 - Testo e musica di Roberto Vecchioni
4. I pazzi sono fuori - 4:43 - Testo di Roberto Vecchioni; musica di Renato Pareti

## Formazione
- Roberto Vecchioni – voce
- Mauro Paoluzzi – batteria, chitarra
- Paki Canzi – tastiera
- Gigi Cappellotto – basso
- Tullio De Piscopo – batteria
- Massimo Luca – chitarra
- Franco Cerri – chitarra
- Sergio Parisini – tastiera